# ツーリストシップ
ツーリストシップ　とは、京都を拠点とする一般社団法人ツーリストシップ(旧 一般社団法人CHIE-NO-WA)が提唱した言葉。旅先の人々へ配慮したり、旅先に貢献しながら、交流を楽しむ姿勢やその行動を指します。
一般社団法人ツーリストシップは、「旅行の醍醐味は、異文化交流であり、目指す社会は、旅行がもたらす異文化交流で、旅行者も住民も幸せになる社会です。観光地にも住んでいる人がいます。一緒に観光地を楽しい空間にする一員として、楽しんで交流を作っていく考えを広めたい」という思いからツーリストシップを提唱している。
持続可能な観光を実現する手段の一つとして、旅行者教育に特化した団体は他にない。
背景には、オーバーツーリズムやツーリズムフォビアがあり、観光地での住生活や文化を守るために、人々（主に旅行者）の行動に改善が求められている。
具体的には、落書きやごみのポイ捨てなどがあり、日本では京都や鎌倉・沖縄で問題になっている。
類似言葉として レスポンシブルツーリズム、反対の言葉として、お客様は神様、がある。

## 概要

### 言葉の由来
「スポーツマンシップ」から着想を得た造語であり、旅行者である”tourist"に"ship"という接尾辞をつけた言葉。

### ツーリストシップの具体例
- 自分のごみに責任をもつ
- 長時間行列に並んでもイライラしないでゆとりをもつ
- 目が合ったら会釈をする
- 時間にゆとりのある計画を立てる
- 訪問先の文化やマナー・作法を先に学んでおく
- 注意書きをよく読む
- 住民の生活を考えた購買行動を行う
- 住宅地に隣接するホテルに行くときは、夜中の移動を避ける（スーツケースの騒音迷惑を避けるため）
- 危機管理をしっかり行う
- 落書きはしない
- 宗教や信仰など、住民が大切にしているものは、しっかり大切にする

## 関連する本
『ツーリストシップで、旅先から好かれる人になってみませんか』